# Meistriliiga
Meistriliiga (phát âm [ˈmeistriliːɡ̊ɑː]), tên chính thức là A. Le Coq Premium Liiga vì lý do tài trợ, và thường được gọi là Premium Liiga, là hạng đấu cao nhất của giải bóng đá thường niên của Hiệp hội bóng đá Estonia. Giải đấu được thành lập năm 1992, và ban đầu là bán chuyên nghiệp với các câu lạc bộ nghiệp dư được phép thi đấu. Với sự trợ giúp của các cơ chế đoàn kết, giải đấu hoàn toàn chuyên nghiệp kể từ mùa giải 2020.
Như ở hầu hết các quốc gia có nhiệt độ thấp vào mùa đông, mùa giải bắt đầu từ tháng 3 và kết thúc vào tháng 11. Meistriliiga bao gồm 10 câu lạc bộ, tất cả các đội thi đấu với nhau bốn lượt. Sau mỗi mùa giải, đội cuối bảng sẽ xuống hạng còn đội áp chót sẽ thi đấu play-off hai lượt trận để giành một suất ở Meistriliiga.
Vào tháng 2 năm 2013, A. Le Coq, một công ty sản xuất bia của Estonia, đã ký một thỏa thuận hợp tác 5 năm với Hiệp hội bóng đá Estonia, trong đó có Meistriliiga đã đánh dấu quyền đặt tên Meistriliiga.

## Mùa giải 2022
Có 10 câu lạc bộ tham gia thi đấu ở mùa giải 2022.
| Câu lạc bộ           | Vị thứ năm 2021 | Mùa giải đầu tiên ở Meistriliiga | Số mùa giải ở Meistriliiga | Mùa giải hiện tại kể từ | Số danh hiệu | Danh hiệu gần đây nhất / Thành tích tốt nhất |
| -------------------- | --------------- | -------------------------------- | -------------------------- | ----------------------- | ------------ | -------------------------------------------- |
| FCI Levadiac         | thứ 1           | 1999                             | 24                         | 1999                    | 10           | 2021                                         |
| Floraa, b, c         | thứ 2           | 1992                             | 32                         | 1992                    | 13           | 2020                                         |
| Kuressaare           | thứ 7           | 2000                             | 14                         | 2018                    | 0            | thứ 7                                        |
| Narva Transa, b, c   | thứ 6           | 1992                             | 32                         | 1992                    | 0            | thứ 2                                        |
| Nõmme Kaljuc         | thứ 4           | 2008                             | 15                         | 2008                    | 2            | 2018                                         |
| Paide Linnameeskondc | thứ 3           | 2009                             | 14                         | 2009                    | 0            | thứ 2                                        |
| Legion               | thứ 5           | 2020                             | 2                          | 2020                    | 0            | thứ 5                                        |
| Tallinna Kalev       | Esiliiga, thứ 2 | 2007                             | 9                          | 2022                    | 0            | thứ 6                                        |
| Tammekac             | thứ 9           | 2005                             | 18                         | 2005                    | 0            | thứ 5                                        |
| Vaprus               | thứ 10          | 2006                             | 6                          | 2021                    | 0            | thứ 7                                        |

a = Thành viên sáng lập của Meistriliiga 

b = Thi đấu ở mỗi mùa giải Meistriliiga 

c = Chưa bao giờ xuống hạng khỏi Meistriliiga

## Đội vô địch
| Mùa giải | Vô địch          | Á quân              | Hạng ba             | Vua phá lưới                                      | Số bàn thắng |
| -------- | ---------------- | ------------------- | ------------------- | ------------------------------------------------- | ------------ |
| 1992     | Norma            | Eesti Põlevkivi     | TVMV                | Sergei Bragin (Norma)                             | 18           |
| 1992–93  | Norma (2)        | Flora               | Nikol               | Sergei Bragin (Norma)                             | 27           |
| 1993–94  | Flora            | Norma               | Nikol               | Maksim Gruznov (Narva Trans/Tevalte)              | 21           |
| 1994–95  | Flora (2)        | Lantana-Marlekor    | Narva Trans         | Serhiy Morozov (Lantana-Marlekor)                 | 25           |
| 1995–96  | Lantana          | Flora               | Tevalte-Marlekor    | Lembit Rajala (Flora)                             | 16           |
| 1996–97  | Lantana (2)      | Flora               | Tallinna Sadam      | Sergei Bragin (Lantana)                           | 18           |
| 1997–98  | Flora (3)        | Tallinna Sadam      | Lantana             | Konstantin Kolbassenko (Tallinna Sadam)           | 18           |
| 1998     | Flora (4)        | Tallinna Sadam      | Lantana             | Konstantin Kolbassenko (Tallinna Sadam)           | 13           |
| 1999     | Levadia          | Tulevik             | Flora               | Toomas Krõm (Levadia)                             | 19           |
| 2000     | Levadia (2)      | Flora               | TVMK                | Egidijus Juška (TVMK) Toomas Krõm (Levadia)       | 24           |
| 2001     | Flora (5)        | TVMK                | Levadia             | Maksim Gruznov (Narva Trans)                      | 37           |
| 2002     | Flora (6)        | Levadia             | TVMK                | Andrei Krõlov (TVMK)                              | 37           |
| 2003     | Flora (7)        | TVMK                | Levadia             | Tor Henning Hamre (Flora)                         | 39           |
| 2004     | Levadia (3)      | TVMK                | Flora               | Vjatšeslav Zahovaiko (Flora)                      | 28           |
| 2005     | TVMK             | Levadia             | Narva Trans         | Tarmo Neemelo (TVMK)                              | 41           |
| 2006     | Levadia (4)      | Narva Trans         | Flora               | Maksim Gruznov (Narva Trans)                      | 31           |
| 2007     | Levadia (5)      | Flora               | TVMK                | Dmitri Lipartov (Narva Trans)                     | 30           |
| 2008     | Levadia (6)      | Flora               | Narva Trans         | Ingemar Teever (Nõmme Kalju)                      | 23           |
| 2009     | Levadia (7)      | Sillamäe Kalev      | Narva Trans         | Vitali Gussev (Levadia)                           | 26           |
| 2010     | Flora (8)        | Levadia             | Narva Trans         | Sander Post (Flora)                               | 24           |
| 2011     | Flora (9)        | Nõmme Kalju         | Narva Trans         | Aleksandrs Čekulajevs (Narva Trans)               | 46           |
| 2012     | Nõmme Kalju      | Levadia             | Flora               | Vladislav Ivanov (Sillamäe Kalev/Narva Trans)     | 23           |
| 2013     | Levadia (8)      | Nõmme Kalju         | Sillamäe Kalev      | Vladimir Voskoboinikov (Nõmme Kalju)              | 23           |
| 2014     | Levadia (9)      | Sillamäe Kalev      | Flora               | Yevgeni Kabaev (Sillamäe Kalev)                   | 36           |
| 2015     | Flora (10)       | Levadia             | Nõmme Kalju         | Ingemar Teever (Levadia)                          | 24           |
| 2016     | Infonet          | Levadia             | Nõmme Kalju         | Yevgeni Kabaev (Sillamäe Kalev)                   | 25           |
| 2017     | Flora (11)       | Levadia             | Nõmme Kalju         | Albert Prosa (FCI Tallinn) Rauno Sappinen (Flora) | 27           |
| 2018     | Nõmme Kalju (2)  | FCI Levadia         | Flora               | Liliu (Nõmme Kalju)                               | 31           |
| 2019     | Flora (12)       | FCI Levadia         | Nõmme Kalju         | Erik Sorga (Flora)                                | 31           |
| 2020     | Flora (13)       | Paide Linnameeskond | FCI Levadia         | Rauno Sappinen (Flora)                            | 26           |
| 2021     | FCI Levadia (10) | Flora               | Paide Linnameeskond | Henri Anier (Paide Linnameeskond)                 | 26           |
| 2022     | Flora (14)       | FCI Levadia         | Paide Linnameeskond | Zakaria Beglarishvili (FCI Levadia)               | 21           |
| 2023     | Flora (15)       | FCI Levadia         | Tallinna Kalev      | Tristan Koskor (Narva Trans)                      | 16           |
| 2024     | FCI Levadia (11) | Nõmme Kalju         | Paide Linnameeskond | Alex Matthias Tamm (Nõmme Kalju)                  | 28           |

### Thống kê
| Đội         | Vô địch | Á quân | Mùa giải vô địch                                                                                  |
| ----------- | ------- | ------ | ------------------------------------------------------------------------------------------------- |
| Flora       | 15      | 7      | 1993–94, 1994–95, 1997–98, 1998, 2001, 2002, 2003, 2010, 2011, 2015, 2017, 2019, 2020, 2022, 2023 |
| FCI Levadia | 11      | 11     | 1999, 2000, 2004, 2006, 2007, 2008, 2009, 2013, 2014, 2021, 2024                                  |
| Nõmme Kalju | 2       | 3      | 2012, 2018                                                                                        |
| Lantana     | 2       | 1      | 1995–96, 1996–97                                                                                  |
| Norma       | 2       | 1      | 1992, 1992–93                                                                                     |
| TVMK        | 1       | 3      | 2005                                                                                              |
| FCI Tallinn | 1       | 0      | 2016                                                                                              |

Tỷ lệ (%)

## Bảng xếp hạng Meistriliiga mọi thời đại
Bảng này là bảng thống kê tổng hợp tất cả các kết quả trận đấu, số điểm và số bàn thắng của mọi đội đã thi đấu tại Meistriliiga kể từ khi thành lập năm 1992. Bảng sau là chính xác tính đến cuối mùa giải 2021. Các đội chơi in đậm trong mùa giải Meistriliiga 2022. Các số được in đậm là số kỷ lục (cao nhất) trong mỗi cột.
Trong bảng xếp hạng này, 3 điểm được trao cho một trận thắng, 1 cho một trận hòa và 0 cho một trận thua, mặc dù Meistriliiga đã trao 2 điểm cho trận thắng cho đến mùa giải 1994–95. Các trận đấu tranh giải vô địch, các trận đấu xuống hạng và các trận đấu của giải đấu xuống hạng có sự tham gia của các câu lạc bộ thuộc các giải đấu thấp hơn không được tính. Năm 1992, các trận đấu ở Vòng sơ loại được diễn ra theo hai nhóm. Kết quả của các trận đấu giữa các đội cùng bảng được tính đến lượt thứ hai, do đó được tính hai lần, trong bảng này các kết quả này được tính một lần.
Bảng được sắp xếp theo điểm mọi thời đại.
| Vị thứ | Câu lạc bộ           | Mùa giải | Số danh hiệu | St  | T   | H   | B   | BT   | BB   | HS   | Điểm | Số điểm mỗi trận |
| ------ | -------------------- | -------- | ------------ | --- | --- | --- | --- | ---- | ---- | ---- | ---- | ---------------- |
| 1      | Flora                | 31       | 13           | 933 | 651 | 161 | 121 | 2483 | 747  | 1736 | 2114 | 2.26             |
| 2      | Levadia1             | 23       | 10           | 769 | 554 | 136 | 79  | 2066 | 566  | 1500 | 1798 | 2.33             |
| 3      | Narva Trans          | 31       | 0            | 934 | 424 | 182 | 328 | 1699 | 1283 | 416  | 1454 | 1.55             |
| 4      | Nõmme Kalju          | 14       | 2            | 494 | 294 | 103 | 97  | 1082 | 472  | 610  | 985  | 1.99             |
| 5      | TVMK2                | 15       | 1            | 408 | 225 | 76  | 107 | 966  | 480  | 486  | 751  | 1.84             |
| 6      | Tulevik3             | 22       | 0            | 655 | 187 | 112 | 356 | 792  | 1283 | -491 | 673  | 1.02             |
| 7      | Sillamäe Kalev       | 13       | 0            | 413 | 183 | 65  | 165 | 741  | 681  | 60   | 614  | 1.49             |
| 8      | Tammeka              | 16       | 0            | 598 | 166 | 108 | 324 | 729  | 1178 | -449 | 606  | 1.01             |
| 9      | Paide Linnameeskond  | 13       | 0            | 458 | 169 | 79  | 210 | 650  | 808  | -158 | 586  | 1.27             |
| 10     | FCI Tallinn9         | 5        | 1            | 180 | 90  | 41  | 49  | 343  | 212  | 131  | 311  | 1.73             |
| 11     | Kuressaare           | 14       | 0            | 468 | 75  | 64  | 329 | 378  | 1232 | -854 | 289  | 0.61             |
| 12     | Lantana              | 6        | 2            | 138 | 73  | 34  | 31  | 271  | 144  | 127  | 253  | 1.83             |
| 13     | Tallinna Kalev       | 9        | 0            | 318 | 58  | 50  | 210 | 299  | 768  | -469 | 224  | 0.70             |
| 14     | Tallinna Sadam       | 6        | 0            | 132 | 67  | 19  | 46  | 271  | 168  | 103  | 220  | 1.67             |
| 15     | Eesti Põlevkivi      | 9        | 0            | 162 | 50  | 40  | 72  | 224  | 276  | -52  | 190  | 1.17             |
| 16     | Norma                | 4        | 2            | 78  | 49  | 7   | 22  | 223  | 111  | 112  | 154  | 1.97             |
| 17     | Merkuur4             | 6        | 0            | 153 | 41  | 28  | 84  | 204  | 404  | -200 | 151  | 0.99             |
| 18     | Vigri5               | 3        | 0            | 54  | 31  | 11  | 12  | 151  | 64   | 87   | 104  | 1.93             |
| 19     | Vaprus               | 6        | 0            | 210 | 32  | 19  | 159 | 203  | 664  | -461 | 115  | 0.54             |
| 20     | Nikol                | 2        | 0            | 44  | 30  | 6   | 8   | 107  | 36   | 71   | 96   | 2.18             |
| 21     | Järve6               | 5        | 0            | 148 | 22  | 19  | 107 | 104  | 394  | -290 | 85   | 0.57             |
| 22     | Warrior              | 5        | 0            | 156 | 21  | 18  | 117 | 120  | 425  | -305 | 81   | 0.52             |
| 23     | Levadia II1          | 3        | 0            | 84  | 20  | 14  | 50  | 106  | 211  | -105 | 74   | 0.88             |
| 24     | Lelle                | 4        | 0            | 80  | 16  | 19  | 45  | 72   | 155  | -83  | 67   | 0.84             |
| 25     | Dünamo               | 4        | 0            | 89  | 16  | 11  | 62  | 92   | 277  | -185 | 59   | 0.66             |
| 26     | DAG7                 | 4        | 0            | 68  | 16  | 9   | 43  | 85   | 199  | -114 | 57   | 0.84             |
| 27     | Viljandi             | 2        | 0            | 72  | 14  | 14  | 44  | 70   | 157  | -87  | 56   | 0.78             |
| 28     | Pärnu Linnameeskond  | 2        | 0            | 72  | 11  | 10  | 51  | 62   | 185  | -123 | 43   | 0.60             |
| 29     | Tervis Pärnu         | 2        | 0            | 46  | 11  | 5   | 30  | 38   | 92   | -54  | 38   | 0.83             |
| 30     | Keemik               | 2        | 0            | 31  | 10  | 6   | 15  | 41   | 72   | -31  | 36   | 1.16             |
| 31     | Ajax                 | 3        | 0            | 108 | 7   | 13  | 88  | 60   | 449  | -389 | 34   | 0.31             |
| 32     | Legion               | 2        | 0            | 62  | 19  | 14  | 29  | 75   | 92   | -17  | 71   | 1.14             |
| 33     | Pärnu8               | 3        | 0            | 38  | 5   | 5   | 28  | 36   | 120  | -84  | 20   | 0.53             |
| 34     | Lokomotiv            | 1        | 0            | 36  | 4   | 6   | 26  | 35   | 115  | -80  | 18   | 0.50             |
| 35     | Maardu Linnameeskond | 1        | 0            | 36  | 4   | 5   | 27  | 30   | 118  | -88  | 17   | 0.47             |
| 36     | Pärnu Levadia        | 1        | 0            | 28  | 1   | 5   | 22  | 19   | 96   | -77  | 8    | 0.29             |
| 37     | Tarvas               | 1        | 0            | 36  | 0   | 3   | 33  | 15   | 113  | -98  | 3    | 0.09             |
| 38     | Vall                 | 1        | 0            | 14  | 0   | 1   | 13  | 9    | 44   | -35  | 1    | 0.07             |
| 39     | Maardu               | 1        | 0            | 9   | 0   | 0   | 9   | 6    | 59   | -53  | 0    | 0                |

Ghi chú
- Ghi chú 1: 1999–2003 FC Levadia Maardu, 2004– FC Levadia. Không nên nhầm lẫn với FC Levadia Tallinn 2001-2003, một đội riêng thuộc sở hữu của công ty thép Levadia. Năm 2004 các câu lạc bộ được hợp nhất FC Levadia Maardu được chuyển đến Tallinn và trở thành FC Levadia, FC Levadia Tallinn cũ trở thành dự bị của họ với tên gọi FC Levadia II.
- Ghi chú 2: 1992 TVMV, 1995–1996 Tevalte-Marlekor, 1996–1997 Marlekor, 1997–2008 TVMK
- Ghi chú 3: 1992 Viljandi JK, 1993– Viljandi Tulevik
- Ghi chú 4: 1992–2005 Merkuur, 2006 Maag
- Ghi chú 5: 1992–1993 Vigri, 1993–1995 Tevalte, 1996–1999 Vigri
- Ghi chú 6: 2000–2003 Kohtla-Järve Lootus, 2004 Alutaguse Lootus, 2005–2012 Kohtla-Järve Lootus, 2013– Kohtla-Järve Järve
- Ghi chú 7: 1992 Tartu Kalev, 1992–1994 EsDAG, 1994– DAG
- Ghi chú 8: 1992 Pärnu JK, 1994–1996 PJK Kalev
- Ghi chú 8: 2011–2016 Infonet, 2017 FCI Tallinn

## Kỉ lục
Tất cả tính đến cuối mùa giải 2020 nếu không có quy định khác.

### Kỉ lục câu lạc bộ
- Đội bóng nhiều danh hiệu nhất: 13 – Flora
- Đội bóng nhiều danh hiệu liên tiếp nhất: 4 – Levadia (2006–2009)
- Khoảng cách điểm giành chức vô địch lớn nhất: 21 điểm – 2009; Levadia (97 điểm) xếp trên Sillamäe Kalev (76 điểm)[3]
- Khoảng cách điểm giành chức vô địch nhỏ nhất: 0 điểm – 1993–94; Flora và Norma đều có 36 điểm, Flora giành chức vô địch sau trận play-off tranh chức vô địch với chiến thắng 5–2.
- Nhiều mùa giải ở Meistriliiga nhất: 30 – Flora và Narva Trans (tất cả các mùa giải, 1992–nay)
- Nhiều mùa giải liên tiếp ở Meistriliiga nhất: 29 – Flora và Narva Trans (tất cả các mùa giải, 1992–nay)
- Số điểm nhiều nhất trong một mùa giải: 97 – Levadia (2009)[3]
- Số điểm ít nhất trong một mùa giải: 0 – Maardu (1992)
- Chuỗi bất bại dài nhất: 61 – Levadia (10 tháng 5 năm 2008 – 7 tháng 11 năm 2009)[4]
- Chuỗi thắng liên tiếp dài nhất: 17 – Norma (15 tháng 5 năm 1992 – 2 tháng 10 năm 1993)
- Trận thắng đậm nhất: Tevalte 24–0 Sillamäe Kalev (ngày 27 tháng 5 năm 1994)[3]
- Số bàn thắng ghi nhiều nhất trong một mùa giải: 138 – TVMK (2005)[3]
- Số hat-trick nhiều nhất trong một mùa giải: 9 – Norma (1992–93)[3]
- Số bàn thắng ghi nhiều nhất trong một mùa giải: 11 – Sillamäe Kalev (1993–94, 22 trận), Valga (2000, 28 trận), Kuressaare (2003, 28 trận), Lootus (2004, 28 trận), Ajax (2011, 36 trận)
- Số bàn thắng trên mỗi trận nhiều nhất trong một mùa giải: 4,636 – Norma (1992–93, 102 bàn trong 22 trận)[3]
- Số bàn thắng trên mỗi trận ít nhất trong một mùa giải: 0,306 – Ajax (2011, 11 bàn trong 36 trận)
- Số bàn thua nhiều nhất trong một mùa giải: 192 – Ajax (2011)[3]
- Số trận giữ sạch lưới nhiều nhất trong một mùa giải: 24 – Levadia (2014)[3]

### Kỉ lục cầu thủ
| Thứ hạng | Cầu thủ           | Số trận | Số bàn thắng |
| -------- | ----------------- | ------- | ------------ |
| 1        | Andrei Kalimullin | 517     | 22           |
| 2        | Stanislav Kitto   | 515     | 55           |
| 3        | Maksim Gruznov    | 494     | 304          |
| 4        | Konstantin Nahk   | 481     | 153          |
| 5        | Markus Jürgenson  | 460     | 63           |
| 6        | Tarmo Neemelo     | 450     | 196          |
| 7        | Deniss Malov      | 439     | 93           |
| 8        | Sergei Kazakov    | 432     | 34           |
| 9        | Andre Frolov      | 427     | 64           |
| 10       | Vitali Leitan     | 418     | 162          |

| Thứ hạng | Cầu thủ              | Số bàn thắng | Số trận | Trung bình |
| -------- | -------------------- | ------------ | ------- | ---------- |
| 1        | Maksim Gruznov       | 304          | 494     | 0.62       |
| 2        | Vjatšeslav Zahovaiko | 211          | 309     | 0.68       |
| 3        | Tarmo Neemelo        | 196          | 450     | 0.44       |
| 4        | Andrei Krõlov        | 162          | 287     | 0.56       |
| 4        | Vitali Leitan        | 162          | 418     | 0.39       |
| 6        | Ingemar Teever       | 157          | 296     | 0.53       |
| 7        | Dmitri Lipartov      | 153          | 333     | 0.46       |
| 7        | Konstantin Nahk      | 153          | 481     | 0.32       |
| 9        | Indrek Zelinski      | 146          | 276     | 0.53       |
| 10       | Albert Prosa         | 134          | 304     | 0.44       |

- Cầu thủ lớn tuổi nhất: Boriss Dugan – 51 tuổi 153 ngày (trận đấu Ajax v. Tammeka, 5 tháng 11 năm 2011)[3]
- Cầu thủ trẻ tuổi nhất: Andrei Tjunin – 14 tuổi 336 ngày (trận đấu Merkuur v. Dünamo, 14 tháng 5 năm 1994)[3]
- Cầu thủ ghi bàn lớn tuổi nhất: Sergei Zamogilnõi – 43 tuổi 16 ngày (trận đấu Eesti Põlevkivi v. Vall, 15 tháng 9 năm 1996)[3]
- Cầu thủ ghi bàn trẻ tuổi nhất: Martin Vetkal – 15 years and 261 days (trận đấu Tallinna Kalev v. Tulevik, 9 tháng 11 năm 2019)[6]
- Số bàn thắng nhiều nhất trong một mùa giải: 46 – Aleksandrs Čekulajevs (Narva Trans, 2011)[3]
- Số hat-trick nhiều nhất: 22 – Vjatšeslav Zahovaiko[3]
- Số bàn thắng nhiều nhất trong một trận đấu: 10 – Anatoli Novožilov (trận đấu Tevalte v. Sillamäe Kalev, 27 tháng 5 năm 1994)[3]
- Số bàn thắng nhiều nhất từ chấm phạt đền: 55 – Konstantin Nahk[3]
- Bàn thắng nhanh nhất: 12 giây– Aleksander Saharov (trận đấu Flora v. Lootus, 29 tháng 8 năm 2004)[7][8][9]
- Hat-trick nhanh nhất: 4 phút – Vjatšeslav Zahovaiko (trận đấu Flora v. Lootus, 18 tháng 10 năm 2004)[10][11]
- Bàn phản lưới nhà nhanh nhất: 5 giây – Jaanis Kriska (trận đấu Levadia v. Kuressaare, 12 tháng 9 năm 2009)[3]
- Số trận đấu giữ sạch lưới nhiều nhất trong một mùa giải: 24 – Roman Smishko (trận đấu Levadia, 2014)[3]
- Số phút liên tiếp dài nhất không bị thủng lưới: 1.281 phút – Roman Smishko (trận đấu Levadia, 5 tháng 4 năm 2014 – 25 tháng 7 năm 2014)[12]

## Đội vô địch giải quốc gia Estonia
- 1921 · Sport Tallinn
- 1922 · Sport Tallinn
- 1923 · Kalev Tallinn
- 1924 · Sport Tallinn
- 1925 · Sport Tallinn
- 1926 · Jalgpalliklubi Tallinn
- 1927 · Sport Tallinn
- 1928 · Jalgpalliklubi Tallinn
- 1929 · Sport Tallinn
- 1930 · Kalev Tallinn
- 1931 · Sport Tallinn
- 1932 · Sport Tallinn
- 1933 · Sport Tallinn
- 1934 · Estonia Tallinn
- 1935 · Estonia Tallinn
- 1936 · Estonia Tallinn
- 1937–38 · Estonia Tallinn
- 1938–39 · Estonia Tallinn
- 1939–40 · Olümpia Tartu
- 1941 ·  không hoàn tất
- 1942 · PSR Tartu (không chính thức)
- 1943 · Estonia Tallinn (không chính thức)
- 1944 ·  không hoàn tất

Phần in đậm cho biết chức vô địch đầu tiên của câu lạc bộ.

## Đội vô địch Estonian SSR
- 1945 · Dünamo Tallinn
- 1946 · BL Tallinn
- 1947 · Dünamo Tallinn
- 1948 · Balti Laevastik Tallinn
- 1949 · Dünamo Tallinn
- 1950 · Dünamo Tallinn
- 1951 · Balti Laevastik Tallinn
- 1952 · Balti Laevastik Tallinn
- 1953 · Dünamo Tallinn
- 1954 · Dünamo Tallinn
- 1955 · Kalev Tallinn
- 1956 · Balti Laevastik Tallinn
- 1957 · Kalev Ülemiste
- 1958 · Kalev Ülemiste
- 1959 · Kalev Ülemiste
- 1960 · Balti Laevastik Tallinn
- 1961 · Kalev Kopli
- 1962 · Kalev Ülemiste
- 1963 · Tempo Tallinn
- 1964 · Norma Tallinn
- 1965 · Balti Laevastik Tallinn
- 1966 · Balti Laevastik Tallinn
- 1967 · Norma Tallinn
- 1968 · Balti Laevastik Tallinn
- 1969 · Dvigatel Tallinn
- 1970 · Norma Tallinn
- 1971 · Tempo Tallinn
- 1972 · Balti Laevastik Tallinn
- 1973 · Kreenholm Narva
- 1974 · Baltika Narva
- 1975 · Baltika Narva
- 1976 · Dvigatel Tallinn
- 1977 · Baltika Narva
- 1978 · Dünamo Tallinn
- 1979 · Norma Tallinn
- 1980 · Dünamo Tallinn
- 1981 · Dünamo Tallinn
- 1982 · Tempo Tallinn
- 1983 · Dünamo Tallinn
- 1984 · Estonia Jõhvi
- 1985 · Kalakombinaat/MEK Pärnu
- 1986 · Zvezda Tallinn
- 1987 · Tempo Tallinn
- 1988 · Norma Tallinn
- 1989 · Zvezda Tallinn
- 1990 · TVMK
- 1991 · TVMK